# Ʈ
Ʈ, ʈ（t-retroflex hook）是拉丁字母之一。它的小写形式在國際音標中用来代表清捲舌塞音。此字母亦是非洲参考字母之一，在某些非洲语言中使用。